# Francisco Foreiro
Francisco Foreiro, in latino Francis Forrerius o Francis Forerius (Lisbona, 1523 – Almada, 15 febbraio 1581), è stato un religioso, teologo, orientalista biblista portoghese, dell'ordine domenicano.

## Biografia
Nato nel 1523, a Lisbona, studiò arte e teologia ed entrò tra i domenicani nel febbraio 1539.
Il re Giovanni III lo mandò a studiare teologia all'università di Parigi e, al suo ritorno a Lisbona, nominò Foreiro suo predicatore. Allo stesso tempo, il principe Luigi gli affidò l'educazione di suo figlio Antonio.
Fu uno dei più grandi teologi del Concilio di Trento, dove partecipò come delegato di Sebastiano I, re del Portogallo (1561) poi contribuì alla produzione del verbale del concilio.
Nel 1566, per ordine del papa Pio V e del Concilio di Trento e con l'assistenza di Muzio Calini, arcivescovo di Zara, Egidio Foscarari, vescovo di Modena, aiutò Leonardo Marini, arcivescovo di Lanciano, a comporre il famoso Catechismo del Concilio di Trento: Catechismus Romanus vulgo dictus ex decreto Concilii Tridentini compositus et Pii V jussu editus.
Fu il principale editore dell'Indice Librorum Prohibitorum e del Breviario romano, che furono usati dalla Chiesa romana per quattro secoli. Tradusse dall'ebraico al latino il Libro di Giobbe, il libro dei Salmi, il Cantico dei cantici e i Libro dei profeti.
È stato anche autore di un commento latino del Libro di Isaia: Iesaiae prophetae vetus et noua ex hebraico versio.
Francisco Foreiro era priore del convento di Lisbona (1564) e provinciale del suo ordine. Fu confessore del re Giovanni III e della principessa Maria (figlia del re Manuele I), qualificatore dell'inquisizione portoghese e deputato del tribunale di coscienza e degli ordini militari.
Morì ad Almada il 15 febbraio 1581.
Una strada a Lisbona prende il suo nome: rua Frei Francisco Foreiro, da rua de Arroios in direzione di avenida Almirante Reis.